# Club Deportivo Atlético Quinindé
El Club Atlético Quinindé es un equipo de fútbol profesional de la ciudad de Quinindé, provincia de Esmeraldas, Ecuador. Fue fundado el 29 de septiembre de 2014. Su directiva está conformada por el presidente, el vicepresidente, el secretario, el tesorero y el coordinador. Se desempeña en el Campeonato Provincial de Segunda Categoría de Esmeraldas, también en la Segunda Categoría del Campeonato Ecuatoriano de Fútbol.
Está afiliado a la Asociación de Fútbol No Amateur de Esmeraldas.

## Historia
El club es un equipo joven de poco andar en el fútbol profesional, se fundó oficialmente en el año 2014, más exactamente el 29 de septiembre de ese año donde fue registrado en la Federación Ecuatoriana de Fútbol, en Quinindé se encuentra la sede del club, el equipo se funda con la intención de fomentar la práctica del deporte y formar deportistas jóvenes, con esa consigna se crea el equipo que además representa a la ciudad esmeraldeña de Quinindé.
En el año 2016 el equipo decide entrar de manera oficial al fútbol profesional, para cumplir su sueño de participar en Segunda Categoría, para lo cual fue inscrito en la Asociación de Esmeraldas y posteriormente en la Federación Ecuatoriana de Fútbol.
En su primer torneo provincial de Segunda Categoría tiene una destacada actuación logrando avanzar de fase como mejor segundo, ya en las semifinales derrotó en un partido único al mejor primero Esmeraldas Sporting Club por uno a cero con ese resultado se iba haciendo realidad el sueño de llegar a la Primera B del país. El primer partido oficial de su historia dentro del torneo provincial fue el domingo 5 de junio de 2016 ante el Club Atlético Valencia de la ciudad de Esmeraldas, el marcador final 2 : 3 favorable al equipo del Nazaret.
De manera increíble tras un buen rendimiento consiguió el pase a los Zonales de la Segunda Categoría 2016. Momento importante en la historia del club, es su primera clasificación para representar a la provincia de Esmeraldas en los Zonales de la Segunda Categoría 2016.

## Jugadores

### Plantilla 2023
- Última actualización: 20 de agosto de 2023

- = Capitán.
- = Lesionado.